# Bruxelles-Ingooigem 1970
La Bruxelles-Ingooigem 1970, ventitreesima edizione della corsa, si svolse il 17 giugno su un percorso con arrivo a Ingooigem. Fu vinta dal belga Herman Vrijders della squadra Geens-Watney davanti ai connazionali Jos De Schoenmaecker e Marc De Block.

## Ordine d'arrivo (Top 10)
| Pos. | Corridore            | Squadra                  | Tempo |
| ---- | -------------------- | ------------------------ | ----- |
| 1    | Herman Vrijders      | Geens-Watney             |       |
| 2    | Jos De Schoenmaecker | Mann-Grundig             |       |
| 3    | Marc De Block        | Hertekamp-Magniflex      |       |
| 4    | Walter Godefroot     | Salvarani                |       |
| 5    | Roger De Vlaeminck   | Flandria-Mars            |       |
| 6    | Eddy Goossens        | Fagor-Mercier-Hutchinson |       |
| 7    | Christian Callens    | Mann-Grundig             |       |
| 8    | Eric De Vlaeminck    | Flandria-Mars            |       |
| 9    | Etienne Buysse       | Hertekamp-Magniflex-Novy |       |
| 10   | Pieter Nassen        | Flandria-Mars            |       |